# Nola holoscota
Nola holoscota är en fjärilsart som beskrevs av George Francis Hampson 1919. Nola holoscota ingår i släktet Nola och familjen trågspinnare. Inga underarter finns listade i Catalogue of Life.